# Santa Margarita, Filippinerna
Santa Margarita (Bayan ng Santa Margarita) är en kommun i Filippinerna. Kommunen tillhör provinsen Samar och ligger på ön med samma namn. Folkmängden uppgår till 21 740 invånare.

## Barangayer
Santa Margarita är indelat i 36 barangayer.
| - Agrupacion - Arapison - Avelino - Bahay - Balud - Bana-ao - Burabod - Cautod (Pob.) - Camperito - Campeig - Can-ipulan - Canmoros | - Cinco - Curry - Gajo - Hindang - Ilo - Imelda - Inoraguiao - Jolacao - Lambao - Mabuhay - Mahayag - Mombon (Pob.) | - Nabulo - Napuro - Palale - Panabatan - Panaruan - Roxas - Salvacion - Solsogon - Sundara - Cagsumji - Matayonas - Napuro II |